# バセー・アルティジャン・ノルマン
バセー・アルティジャン・ノルマン（英：Basset Artesian Normand）は、フランスのノルマンディー地方原産の短脚セントハウンド犬種（バセット犬種）のひとつである。別名はノルマンディー・バセー。フランスでは犬種名の頭文字を取ってバン（BAN ＝ Basset Artesian Normanの略）ともよばれている。

## 歴史
1600年頃に起源をもつ犬種である。フランス西部の大型の猟犬であったアルトワ・ハウンドとノルマン・ハウンドは絶滅してしまったが、その小型版であったアルトワ・バセットとノルマン・バセットは何とか生き残った。それぞれ何らかの欠点を有し、あまり違いのなかったという2つの犬種を融合させて誕生した。作出されたばかりのごく初期のころには怠慢で気難しく扱いにくい犬種であったが、能力と性格を改善する改良が長年続けられ、1924年にようやく完了した。改良により性格は以前と打って変わって友好的になり、スタミナこそ幾分か失われたが、吠え声や集中力が大幅に向上した。
主にノウサギとキツネを狩るのに使われる。ウサギは単独もしくは小規模なパックで臭いを追跡し、発見すると自ら仕留めた。キツネはテリア犬とコンビを組み、臭いを追跡して発見すると、まず相方のテリア犬がキツネを巣穴に押し込む。巣穴の中でテリア犬とキツネが格闘し、引きずり出すかおびき寄せて地上にキツネが出てくると本種がそれに止めを刺した。
フランスでは人気のある犬種のひとつで、ペットやショードッグとしても飼育されている。又、イギリス、ベルギー、オランダ、北欧などにも輸出されていて、そこでも猟犬やペットなどとして飼育されている。

## 特徴
バセットタイプの犬種で、胴長短足である。しかし、体は筋肉質で引き締まっており、ほっそりとした容姿を持つ。マズルの長さは普通で、額にはほんのわずかだがしわがある。体の皮膚にはたるみやしわはない。耳は垂れ耳、尾は垂れ尾。コートはスムースコートで、毛色はタン・アンド・ブラックやビーグルなどに見られるブラック、タン、ホワイトの3色のトライカラー。短足だが足腰は丈夫で、大型犬の入り込めない狭いやぶの中での猟を得意としている。体高は雄36cm前後、雌30cm前後で体重は雌雄ともに15〜20kgの中型犬。性格は活発で従順、社交的だが、頑固で狩猟本能が高い猟犬気質も持ち合わせている。家族以外の人や犬とも仲良くすることが出来、しつけの飲み込みと状況判断力はよい。しかし、低く大きな吠え声はよく響くので、集合住宅での飼育には向いていない。運動量は普通で、かかりやすい病気は関節疾患などがある。
尚、本種は胴長短足の犬種ではあるが、極端に胴が長かったり脚が短かったりする犬種ではないため、椎間板ヘルニアにはかかりにくい傾向にある。しかし、抱き方が不適切だと起こりうるため、抱くときには片手で胸を、もう片手で腰を抱えるようにして抱く必要がある。